# Ercole Rosa
Ercole Rosa (* 13. Februar 1846 in Rom; † 12. Oktober 1893 ebenda) war ein italienischer Bildhauer.

## Leben
Rosas Vater Antonio Rosa verdiente den Lebensunterhalt für Familie als Steinmetz und durch den Verkauf selbst gefertigter Krippenfiguren aus Terracotta, bei deren Herstellung Rosa half. Seine Mutter hieß Blandina und war eine geborene Gabrielli. Beide Eltern verstarben früh und er kam in das Ospizio di San Michele, ein Waisenhaus in Rom. Dort blieb er bis zu dessen Auflösung 1862, danach war er bei verschiedenen Bildhauern tätig. Beeinflusst wurde er von Vincenzo Vela. 1867 war er ein Mitkämpfer Giuseppe Garibaldis bei Mentana. Er war der Lehrer von Antonio Ugo und Juan Manuel Ferrari (1874–1916), einem Bildhauer aus Uruguay.

## Werke
- 1879 bekam Rosa den Auftrag für ein Reiterstandbild des ersten italienischen Königs Viktor Emanuel II., das am 24. Juni 1896 auf der Piazza del Duomo in Mailand aufgestellt wurde. Das bronzene Standbild zeigt den König auf seinem Ross während der Schlacht von San Martino, gegossen wurde die Bronze von Ettore Ferrari. Die Sockelreliefs stellen den Einzug der französisch-piemontesischen Truppen in Mailand nach der Schlacht von Magenta dar. Insgesamt sind auf den bronzenen Hochreliefs 64 Personen zu sehen, darunter Bersaglieri, französische Grenadiere, Zuaven und Turkos. Links und rechts des Standbildes befindet sich je ein Löwe aus Marmor.[4]
- Zu Ehren von Zweien der Gebrüder Cairoli, Enrico und Giovanni, die während des Gefechts um Villa Glori 1867 starben, fertigte Rosa 1883, zehn Jahre nach der ersten Entwurfsskizze, eine Bronze an, die am 27. Mai am oberen Ende des Viale di Gabriele D’Annunzio in Rom aufgestellt wurde.[5]
- In der Galleria Nazionale d’Arte Moderna befindet sich von Rosa das Porträt eines jungen Mädchens in Bronze.[6]
- In Vercelli befindet sich ein weiteres Denkmal Viktor Emanuels II., das Ercole Villa nach Rosas Vorarbeit geschaffen hat.
- Rosa hat mehrere, kleinere weitere Werke in Bronze und Marmor angefertigt.[7]

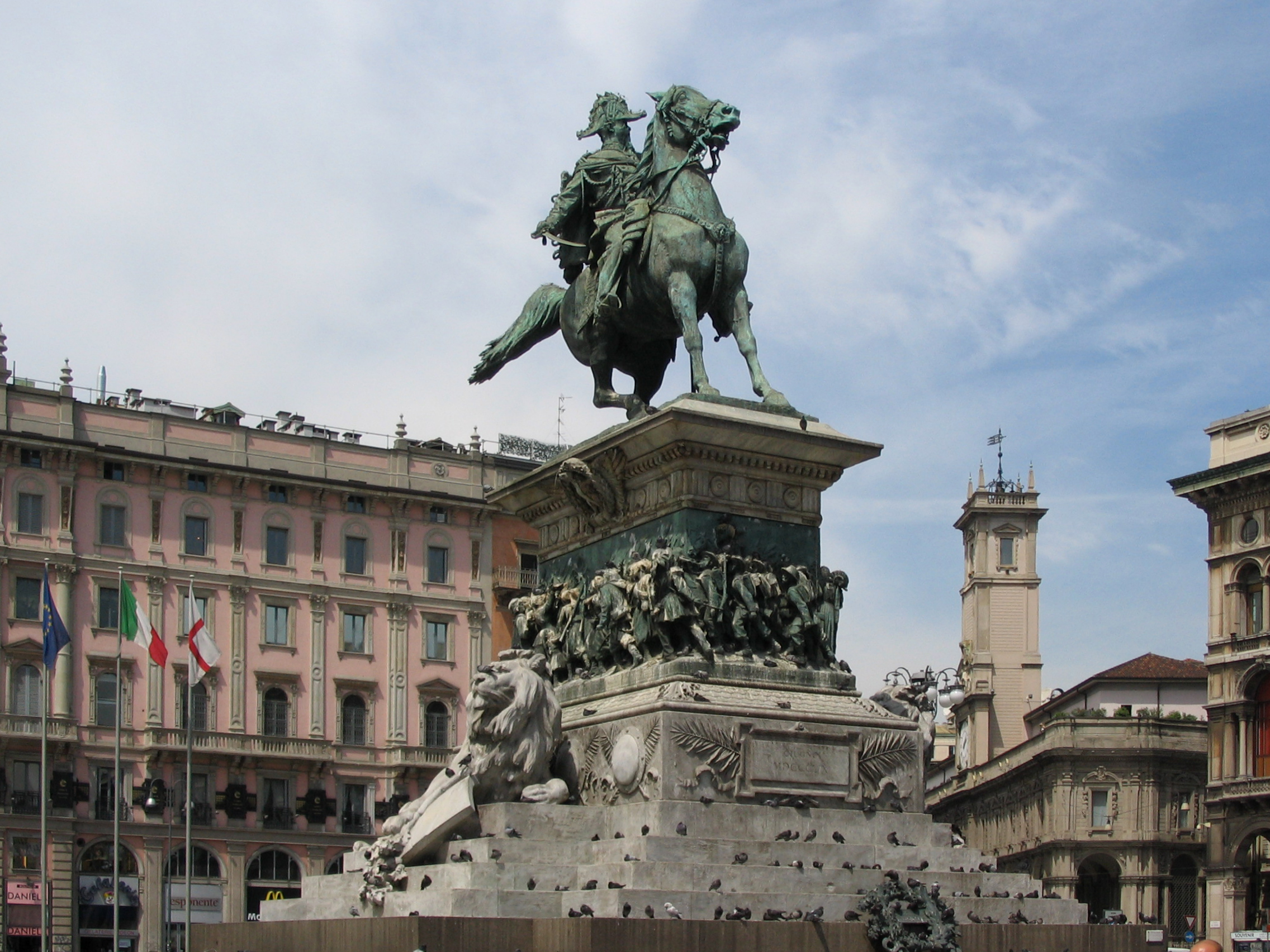
Reiterstandbild Viktor Emanuel II. in Mailand
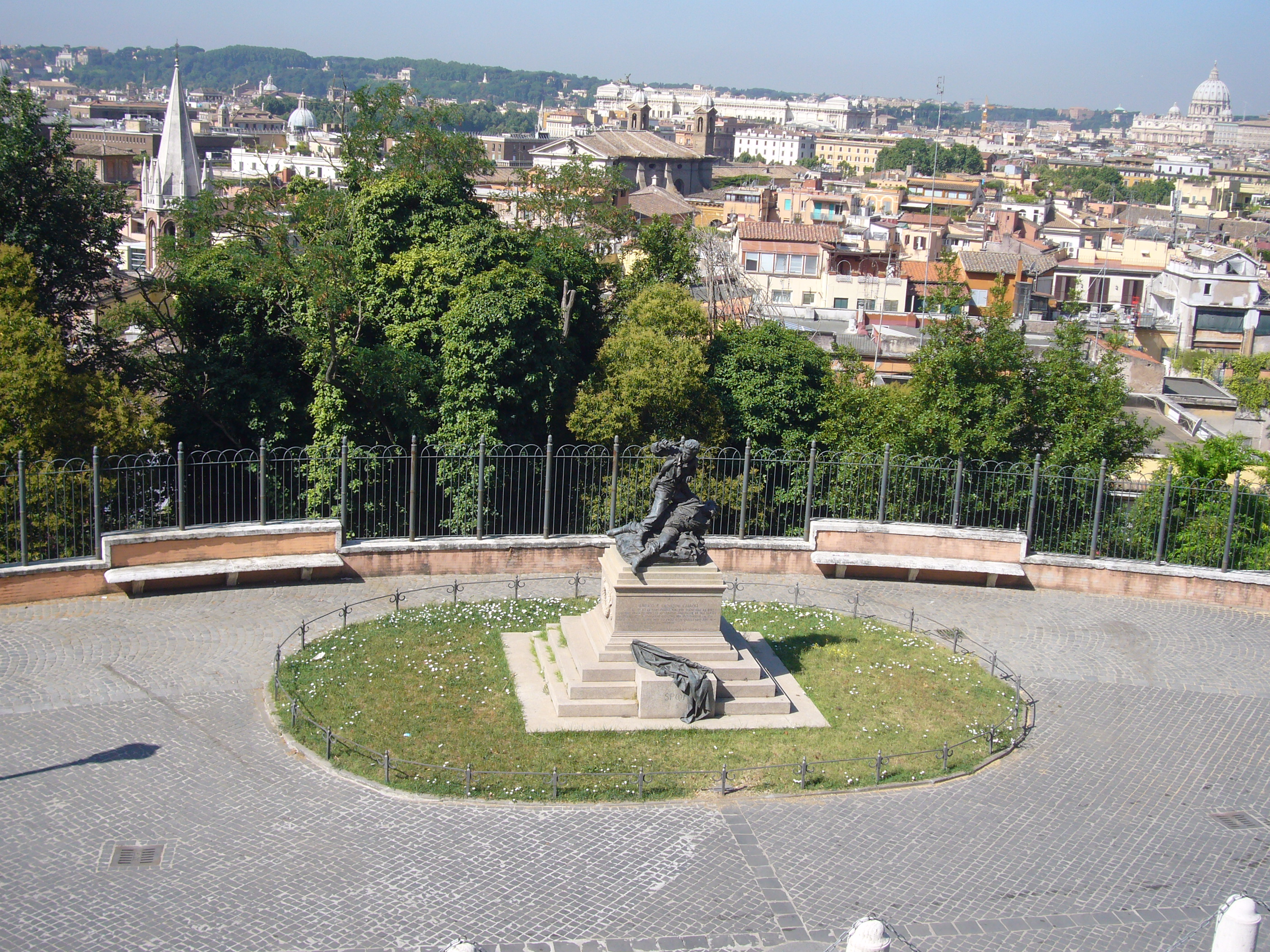
Bronze zu Ehren der Gebrüder Cairoli in Rom

## Ehrungen
Sowohl in Rom, Macerata und San Severino Marche sind Straßen nach Rosa benannt worden. In Letztgenannter wurde 1899 auf der piazza del Popolo eine von Ettore Ferrari gestaltete Büste Rosas aufgestellt.